# Гранчестер
Гранчестер (англ. Grantchester) — деревня (village) на реке Кам в графстве Кембриджшир в Англии, недалеко от Кембриджа.

## История
Гранчестер упоминается в «Книге страшного суда» (1086) как Grantesete и Grauntsethe, также бегло упоминается в «Церковной истории народа англов».

## Интересные факты
Считается, что Гранчестер имеет самую высокую в мире «концентрацию» Нобелевских лауреатов, большинство из них связано с находящимся неподалёку Кембриджским университетом.

## В искусстве
Английский поэт Руперт Брук, живший некоторое время в Гранчестере, посвятил ему поэму «The Old Vicarage, Grantchester» (1912). В настоящее время «старый дом викария», комнату в котором снимал Брук, принадлежит известному английскому писателю и политику Джеффри Арчеру и его жене.
Летняя природа в окрестностях Гранчестера воспевается в композиции «Grantchester Meadows» английской рок-группы Pink Floyd (альбом Ummagumma, 1969).
В октябре 2014 года в Великобритании вышел детективный сериал «Гранчестер».
- «Старый дом викария» (2012 г.)
- The Church of St Andrew & St Mary

## Панорама
|  |
|  |